# 鬼怒川温泉ロープウェイ

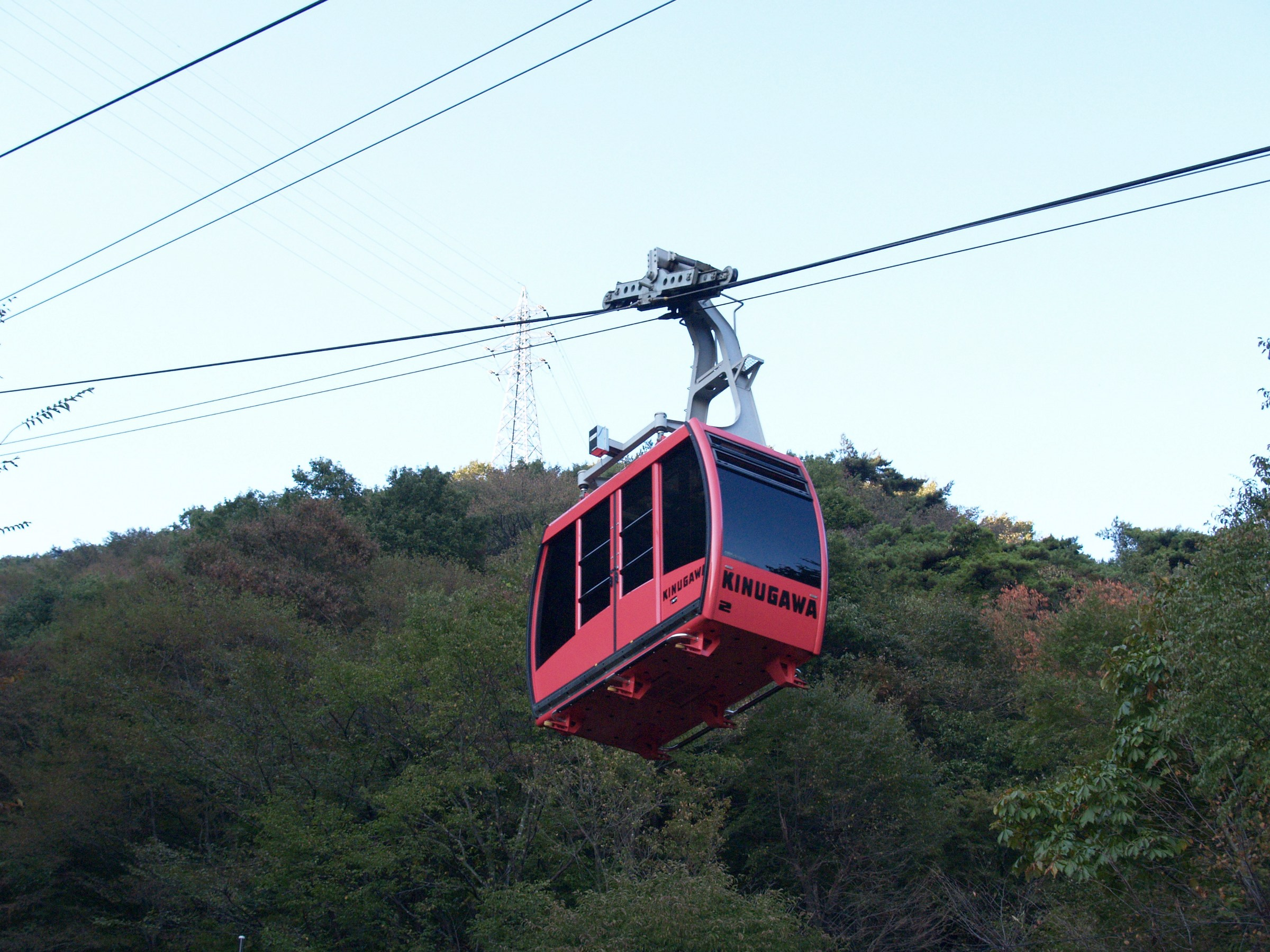
鬼怒川温泉ロープウェイの搬器（2011年10月）

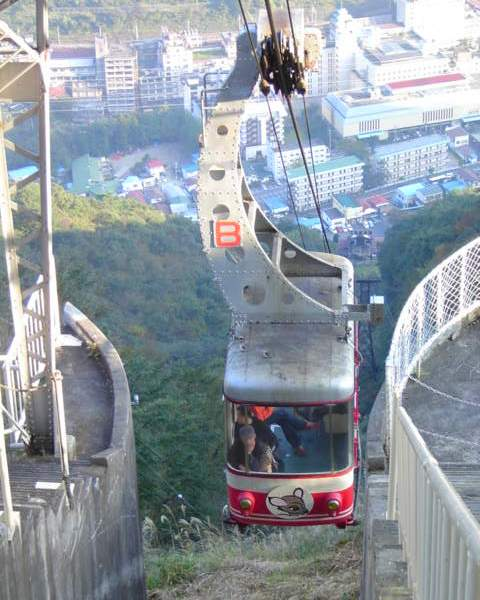
交換前の搬器（2004年10月）

鬼怒川温泉ロープウェイ（きぬがわおんせんロープウェイ）は、栃木県日光市にある索道。鬼怒高原開発株式会社が運行している。

## 路線データ
- 全長：621 m[2]
- 高低差：300 m
- 走行方式：三線交走式
- 定員：30人[2]
- 駅数：2駅
- 運賃：大人片道560円（往復950円）、小人片道280円（往復480円）

## 運行形態
- 運転間隔は随時。所要時間は約3分30秒。
- 営業時間は通年で9:00 - 16:00、紅葉シーズン（10月下旬 - 11月中旬）では9:00 - 16:30。ゴールデンウィーク・夏休み期間中には営業時間延長あり。

## 歴史
- 1960年（昭和35年）10月15日 - 東武興業の索道として開業。
- 2001年（平成13年） - 東武興業より鬼怒高原開発へ索道運行を譲渡。
- 2005年（平成17年）7月 - 搬器を更新[2]。

## 駅一覧

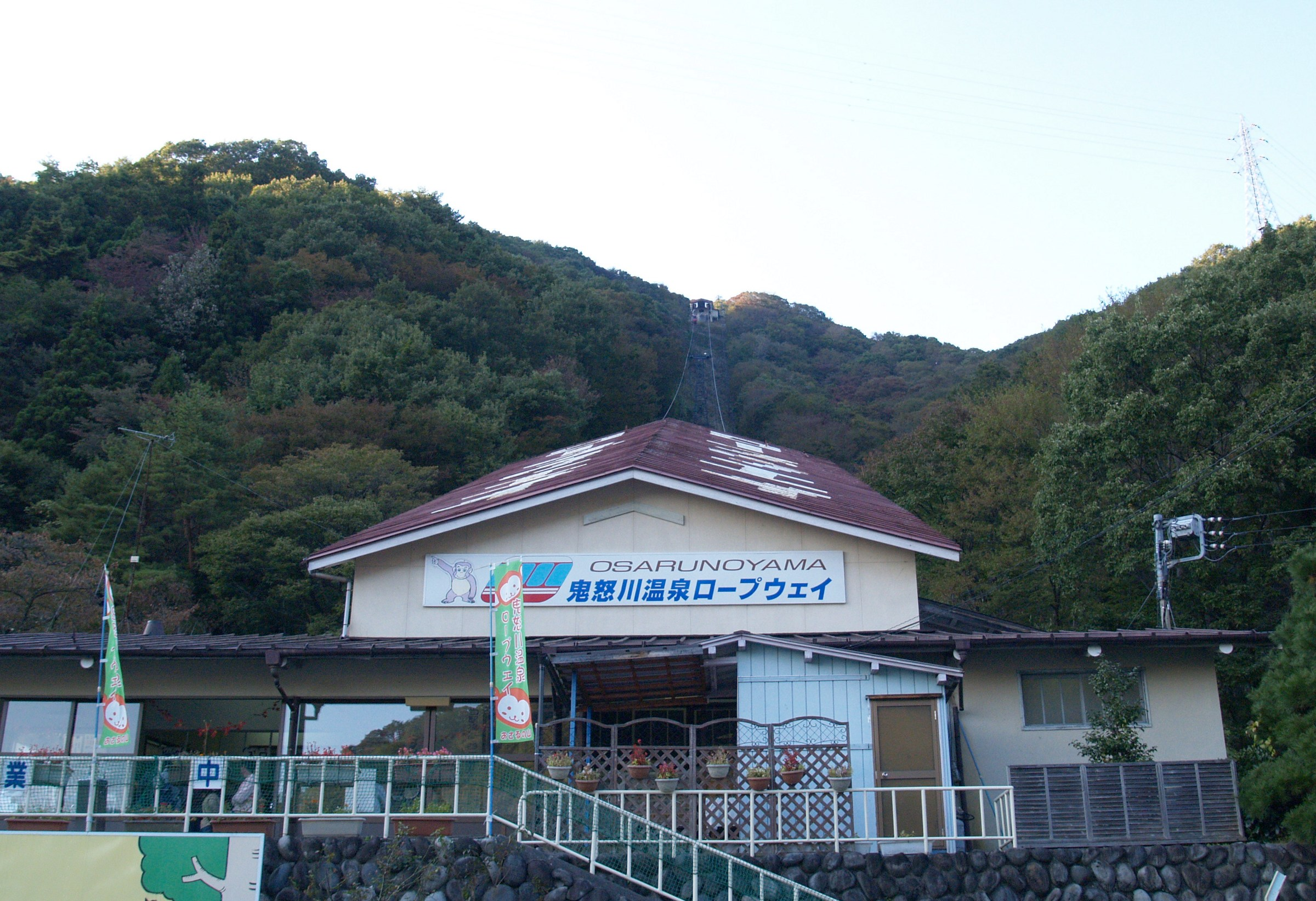
鬼怒川温泉山麓駅（2011年10月）

鬼怒川温泉山麓駅 - 丸山山頂駅

## 接続路線
- 鬼怒川温泉山麓駅：東武鬼怒川線（鬼怒川温泉駅）
  - 鬼怒川温泉駅から徒歩約30分、タクシー約5分

## 周辺
- 丸山山頂（標高738 m）
  - 総ヒノキ造りの展望台があり、鶏頂山・釈ケ岳の那須山系が望める。
  - 「おさるの山」があり、約30頭の猿が飼育され、餌（100円）をあげることもできる。